# Цикломорфоз

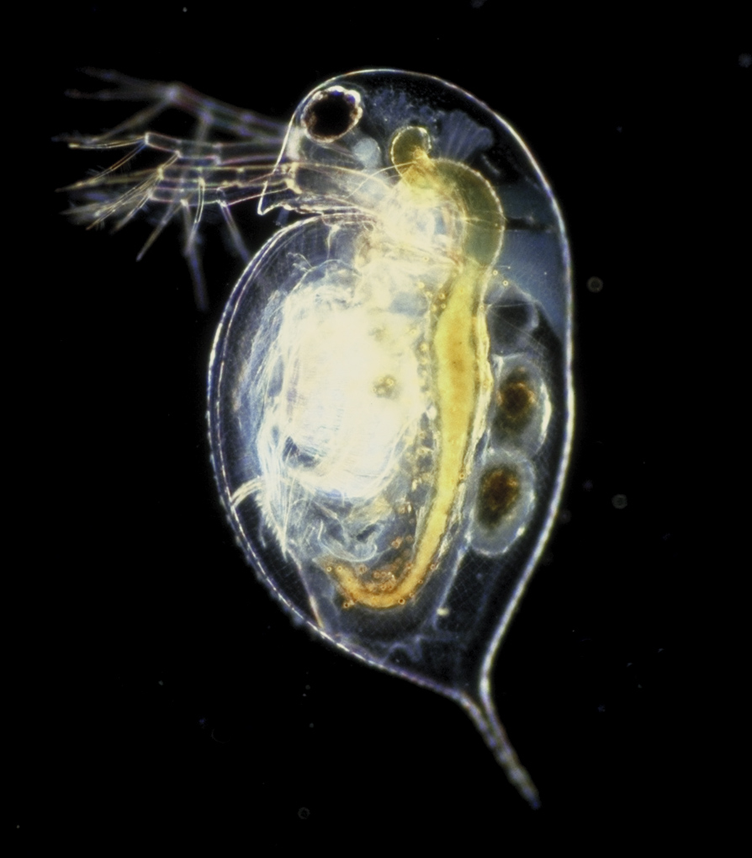
Дафнія пулекс

Зміни форми тіла у дафній

Цикломорфоз (грец. kýklos - koło, morphē - форма), сезонний поліморфізм — сезонні зміни розмірів і форми тіла дрібних організмів (безхребетних і планктонних водоростей) у послідовних поколіннях протягом року. Звичайне явище для планктонних молюсків, а також кладоцер.
У Daphnia cucullata зимові форми мають округлу форму голови, влітку з'являються особини з щораз більш витягнутою головою (т.з. «helmach»), яка досягає 60 % довжини тіла. Восени знов повертаються форми з щораз коротшою головою. У Daphnia pulex з'являються вирости карапаксу. Утворення подібних структур спостерігається і у інших організмів. На тілі коловерток і деяких водоростей сезонно утворюються шипи.
Причини цього явища остаточно не з'ясовані. Здавна вважалося, що це має зв'язок з пристосуванням організму до змін щільності води, які зумовлюються змінами температури. Нині припускають, що це є одним з механізмів захисту, який має утруднити схоплювання хижаками.